# Burgstall Schlossberg (Seibelsdorf)
Der Burgstall Schlossberg ist eine abgegangene mittelalterliche Höhenburg auf 560 m ü. NHN, in Mittelberg, etwa 1200 Meter nordöstlich der Ortsmitte von Seibelsdorf, einem Gemeindeteil des Marktes Marktrodach im Landkreis Kronach in Bayern.
Die Burg wurde 1499 durch den Markgrafen Albrecht Achilles zerstört und im Jahr 1533 als „eingegangen“ bezeichnet. Von der ehemaligen Burganlage ist nichts erhalten.